# Friedrich Stelzner

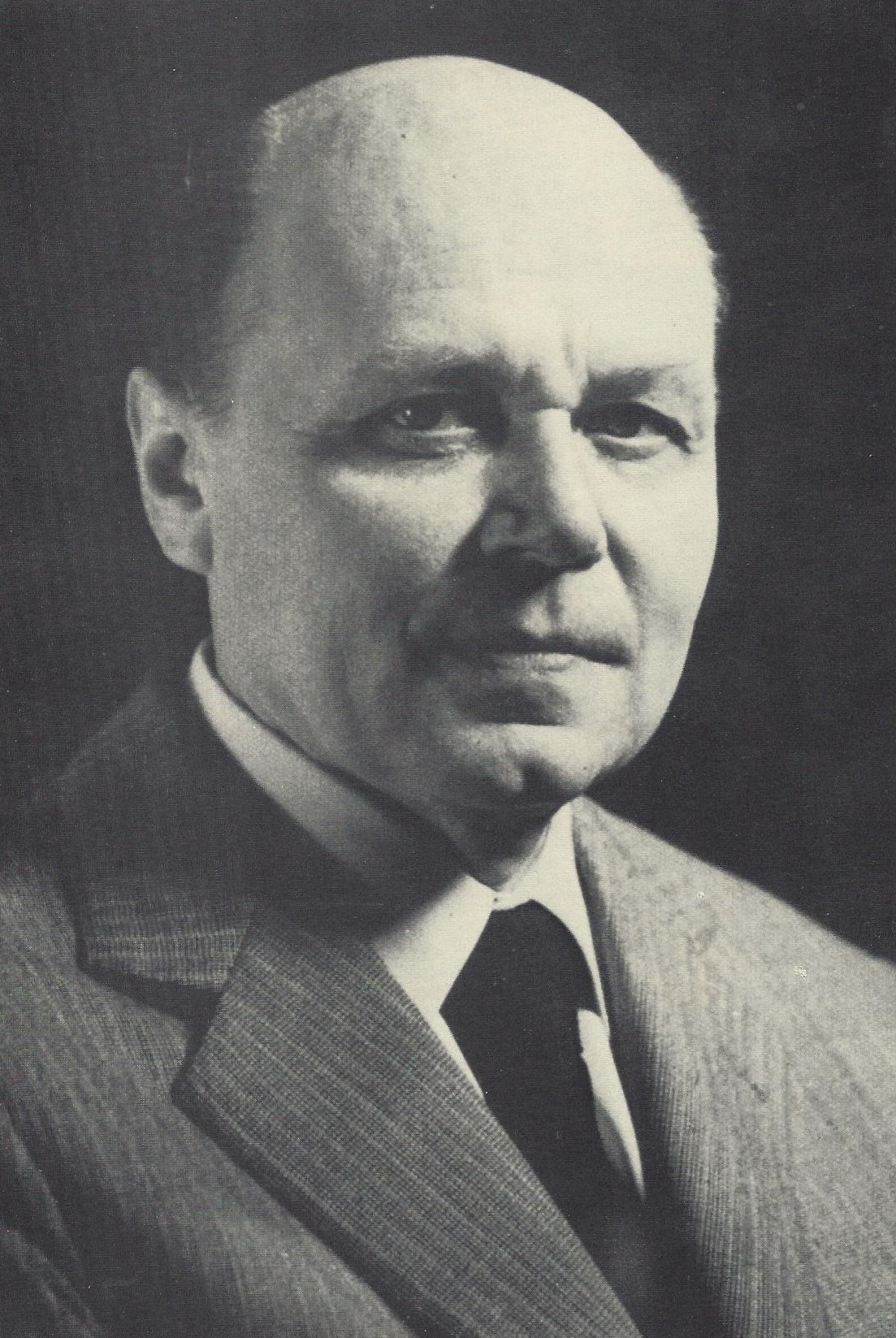
Friedrich Stelzner, 1970

Friedrich Stelzner (* 4. November 1921 in Oberlohma, Tschechoslowakei; † 5. Juni 2020 in Bonn) war ein deutscher Chirurg und Hochschullehrer. Er befasste sich vor allem mit der Viszeralchirurgie sowie mit der funktionellen Anatomie und ihrer Bedeutung für Operationen.

## Leben
Friedrich Stelzner war das einzige Kind des Bahnoberinspektors Georg Stelzner (1889–1959) und dessen Ehefrau Helene Brandner (1908–1969). Die Mutter stammte aus Eger, wo ihr Vater Schuhmachermeister war.

### Ausbildung
Friedrich Stelzner verbrachte die ersten Jahre seines Lebens in Franzensbad. Im nahegelegenen Eger besuchte er das städtische Gymnasium. Nach dem Abitur im Sommer 1939 verpflichtete sich Stelzner als Offiziersanwärter für den Sanitätsdienst der Wehrmacht. Unmittelbar nach seinem Gymnasialabschluss wurde er zum Heer (Wehrmacht) einberufen. Im Jahr darauf erhielt er die Erlaubnis zum Medizinstudium. Unterbrochen von Einsätzen als Sanitätsunterfeldarzt an der Ostfront studierte Stelzner 1940–1945 an der Friedrich-Wilhelms-Universität zu Berlin, der Julius-Maximilians-Universität Würzburg, der Hessischen Ludwigs-Universität und der Ludwig-Maximilians-Universität München Medizin. In Berlin legte er das Staatsexamen ab. Mit einer Doktorarbeit bei Curt Elze wurde er summa cum laude zum Dr. med. promoviert. Nach Kriegsende begann Stelzner als chirurgischer Assistenzarzt bei Otto Goetze an der Universitätsklinik Erlangen. 1949 wurde er Facharzt für Chirurgie. Drei Jahre später habilitierte er sich über die radikale Entfernung des Rektumkarzinoms unter Erhaltung der Analkontinenz.

### 1954–1967: Oberarzt in Hamburg
Auf Anraten seines Mentors Goetze wechselte Stelzner 1955 als Oberarzt nach Hamburg. Er erhielt ein Stipendium des British Council für eine Zusatzausbildung in Kolorektalchirurgie am Londoner St. Mark’s Hospital. Die Zusammenarbeit mit den führenden Viszeralchirurgen prägte ihn entscheidend. Angeregt durch diese Erfahrung, schrieb Stelzner die 1. Auflage seines Standardwerkes über die anorektalen Fisteln. Stelzner wurde 1960 dafür mit dem Langenbeckpreis ausgezeichnet. Mit dem Hamburger Anatomen Jochen Staubesand (1921–2012) erarbeitete er die genaue Gefäßstruktur der Hämorrhoiden. Er stellte fest, dass Hämorrhoiden nicht erweiterte Venen, sondern arteriovenöse Schwellkörperkissen sind. Diese Kissen haben große Bedeutung für die anale Kontinenz. Er etablierte auch den Begriff anorektales Kontinenzorgan und wies darauf hin, dass dieses Organ bei Männern und Frauen deutliche Unterschiede aufweist. Diese Strukturunterschiede sind von großer Bedeutung bei anorektalen Eingriffen. Weitere Studien deckten die Spiralstrukturen der Ösophagusmuskulatur auf. Stelzner arbeitete hierbei mit dem Anatomen Werner Lierse anhand von Durchleuchtungspräparaten und Serienschnitten von Ösophagi, die in situ aufgearbeitet wurden. Die Kenntnis des wahren Verlaufes der Wandmuskelfasern des Ösophagus formen heute die Grundlage für Operationsverfahren zur Behandlung der Achalasie und der gastroösophagealen Refluxkrankheit.

### 1967–1987: Ordinarius für Chirurgie
Stelzner erhielt 1967 einen Ruf auf den chirurgischen Lehrstuhl der Eberhard-Karls-Universität Tübingen. Etwa zeitgleich wurde der Hamburger Lehrstuhl frei, und Stelzner wurde 1968 Ordinarius im Universitätsklinikum Hamburg-Eppendorf. Zwei Jahre nach Übernahme der Hamburger Klinik nahm Stelzner einen Ruf auf den chirurgischen Lehrstuhl der Universität Frankfurt an. Dort entwickelte sich eine enge Zusammenarbeit mit dem Ordinarius für vergleichende Anatomie Dietrich Starck, mit dem er die Hüllfaszien des Rektums und des Halses als wichtige Leitstrukturen für die onkologisch korrekte Entfernung von Malignomen beschrieb. Weitere Untersuchungen (wieder mit Werner Lierse) beschrieben die morphologischen Grundlagen der Appendizitis und Divertikulose. 1976 erhielt Stelzner gleichzeitige Angebote zur Übernahme von chirurgischen Lehrstühlen in Wien und Bonn. Nach längeren Verhandlungen entschied sich Stelzner für das Ordinariat in Bonn. Eine Vielzahl von morphologischen Studien aus dieser Zeit beschäftigen sich mit den Ursachen des Pilonidalsinus und Pyodermia sinificans sowie mit der Embryologie und der Funktion der Beckenfaszien. 1985 wurde Stelzner Präsident der Deutschen Gesellschaft für Chirurgie.

### Ab 1987: Emeritierung und aktiver Ruhestand
Stelzners Emeritierung erfolgte 1987, aber er leitete die Universitätsklinik noch für weitere zwei Jahre bis zum Amtsantritt seines Nachfolgers im Jahr 1989. Stelzner nahm auch in den folgenden Jahren noch regelmäßig kleinere chirurgische Eingriffe vor. Ab 1995 war Stelzner nicht mehr als Kliniker tätig. Seine Hauptkonzentration galt jedoch fortan der wissenschaftlichen Arbeit. Ein wesentlicher Innovationsbeitrag war Stelzners Anwendung des PET-CT zur Darstellung der Spontanaktivität von gastrointestinalen Sphinktersystemen. Andere Arbeiten etablierten die Existenz von zwei getrennten Lymphsystemen, die unter den Epithelien und tief im Mesenchym angelegt sind.

## Ehrungen
- 1964 Langenbeckpreis,[8] die höchste wissenschaftliche Auszeichnung der Deutschen Gesellschaft für Chirurgie
- 1970: Vorsitzender der 106. Tagung der Vereinigung Nordwestdeutscher Chirurgen
- 1981 Ehrendoktor der Universität Seoul[9]
- 1985 Präsident der Deutschen Gesellschaft für Chirurgie
- 1987 Mitglied der Deutschen Akademie der Naturforscher Leopoldina[10]
- 1992 Ehrendoktor der Universität München[11]
- 1993 Bundesverdienstkreuz 1. Klasse des Verdienstordens der Bundesrepublik Deutschland
- 2001 Wolfgang-Müller-Osten-Medaille des Berufsverbandes Deutscher Chirurgen (BDC)[12]

## Schriften
Stelzner verfasste Beiträge zu über 80 Büchern und schrieb über 450 Publikationen und Vorträge.

### Bücher
- Die radikale Entfernung des Rektumkarzinoms unter Erhaltung der anorektalen Kontinenz. Erlangen (1952) (Habilitationsschrift)
- Die anorectalen Fisteln. Springer, 3. Auflage. Berlin 1981, ISBN 3-540-10775-4.
- Kongressergebnisse im Wandel 1949–1983: Ergebnisse der Kongresse der Deutschen Gesellschaft fur Chirurgie nach dem Zweiten Weltkrieg bis zur 100. Tagung. Thieme, Stuttgart 1997, ISBN 3-13-107311-X.
- Proktologie. mit Henning Hansen. 2. Auflage. Springer, Berlin 1987, ISBN 3-540-17507-5.
- Chirurgie an viszeralen Abschlußsystemen. Thieme, Stuttgart 1998, ISBN 3-13-107521-X.
- Perianale Fisteln. mit Henning Hansen. Urban und Vogel, München 2011, ISBN 978-3-89935-266-5.

### Autobiographie
- Lebenswellen, Lebenswogen eines Chirurgen. ecomed, Landsberg 1998, ISBN 3-609-51630-5.

### Sonstige Publikationen
- Die kontinenzerhaltende Operation des Rektumkarzinoms in neuerer Sicht. In: Archiv für klinische Chirurgie. Band 279, 1954, S. 272 ff.
- Die gegenwärtige Beurteilung der sphintkererhaltenden Rektumresektion. In: Beiträge zur klinischen Chirurgie. Band 204, 1962, S. 41 f.
- PET-CT-Untersuchungen zur Stammzellkarzinogenese im Kolorektalbereich. In: Der Chirurg. Band 80, 2009, S. 645–651. PMID 19562240.
- Nachweis der natürlichen Spontanaktivität der Beckenboden- und Analmuskulatur durch das PET-CT. Bedeutung für die Diagnostik und Therapie. In: Der Chirurg. Band 74, Nr. 9, 2003, S. 834–838. PMID 14504796.
- Manometry data support a novel concept of the lower esophageal sphincter. In: Langenbecks Arch Surg. Band 395, Nr. 8, 2010, S. 1083–1091. PMID 20614132.